# Décembre 2019
Cette page présente les faits marquants du mois de décembre 2019.

## Climat
L'Australie connait une vague de chaleur. Le 17 décembre, le pays avait déjà connu sa journée la plus chaude jamais enregistrée avec une moyenne nationale de 40,9 degrés, le record national est approché ; il est actuellement[Quand ?] de 50,7 degrés. Des températures dépassant les 50 degrés sont attendus dans la semaine, le 18 décembre la température moyenne nationale était de 41,9 °C soit plus d'un degré du précédent record la veille ce qui constitue un record de la journée la plus chaude dans le pays et le 19 décembre une température de 49,9 °C a été relevé à Nullarbor ce qui constitue le record mondial d'une température pour le mois de décembre et un record de températures pour le mois de décembre dans le pays. 
Le pays est confronté depuis plusieurs mois à des incendies incontrôlables, l'état d'urgence est déclaré dans le sud-est car les incendies peuvent s'intensifier.

## Évènements
- 30 novembre - 1er décembre : l'attaque de la mairie de Villa Unión (Coahuila, Mexique) par le Cartel du Nord-est provoque 23 morts : 17 membres du cartel, 4 policiers et 2 otages.
- 1er décembre :
  - la nouvelle Commission européenne présidée par Ursula von der Leyen entre en fonction, celle-ci succède à Jean-Claude Juncker et devient ainsi la première femme à la tête de la Commission ;
  - avec 127 morts violentes enregistrées ce jour-là, le 1er décembre 2019 est officiellement le jour qui a connu le plus d'homicides enregistrés depuis le début des relevés statistiques sur les homicides au Mexique[4] (à noter que le bilan officiel du Massacre de Tlatelolco du 2 octobre 1968 a été considérablement sous-évalué et qu'il est possible que ce jour-là ait été largement plus violent que le 1er décembre 2019) ;
  - l'accident d'Aïn Snoussi fait 30 morts et 15 blessés en Tunisie.
- 2 décembre : 
  - élections municipales à Trinité-et-Tobago[5] ;
  - le gazoduc Force de Sibérie effectue les premières livraisons de gaz de la Russie vers la Chine.
- 2 au 14 décembre : Conférence de Madrid sur les changements climatiques (COP 25) en Espagne.
- 3 et 4 décembre : sommet de l'OTAN à Londres, à l'occasion du 70e anniversaire de l'Alliance[6].
- 4 décembre : le naufrage d'une embarcation de migrants au large de la Mauritanie provoque la mort d'au moins 62 migrants.
- 4-8 décembre : Championnats d'Europe de natation en petit bassin au Royaume-Uni.
- 5 décembre :
  - lancement depuis Cap Canaveral (États-Unis) du satellite AztechSat-1, construite par l'Université Populaire Autonome de l’État de Puebla et par l'Agence Spatiale Mexicaine, première mise-en-orbite d'un satellite mexicain depuis 23 ans[7],[8] ;
  - début d'un mouvement social (nombreuses grèves et manifestation) pour protester contre une réforme du régime des retraites, entre 800 000 (selon le Ministère de l'Intérieur) et 1 500 000 de personnes (selon les syndicats Confédération générale du travail et Force ouvrière) manifestent dans toute la France[9] ; si les estimations des syndicats sont exactes, cela en ferait une manifestation comparable à celles de 2010 et 1995[9] ;
  - la Bosnie-Herzégovine prend le contrôle total de l'espace aérien du pays pour la première fois depuis la fin de la guerre de Bosnie. Cet espace aérien avait été contrôlé par l'OTAN entre 1995 et 2003, après quoi il était contrôlé conjointement par la Serbie et la Croatie jusqu'à cette annonce.
- 5-6 décembre : à cause d'une épidémie de rougeole qui a fait 63 morts, elle-même causée par une couverture vaccinale n'atteignant que 30 % de la population des Îles Samoa, le gouvernement samoan décrète un état d'urgence, introduit la vaccination obligatoire, ferme les écoles et interdit aux personnes de moins de 17 ans de se joindre à tout rassemblement public[10],[11] ; durant ces deux jours, les écoles et commerces sont fermés, les liaisons entre les îles par ferry sont interrompues, il est conseillé aux Samoans d'attendre l'arrivée des équipes de vaccination à leur domicile (les domiciles des non-vaccinés sont signalés par un drapeau rouge accroché à l'extérieur) et aux véhicules privés de ne pas circuler ; ce conseil étant massivement suivi, les rues de la capitale Apia sont désertées ; et le militant anti-vaccin Edwin Tamasese est arrêté.
- 6 décembre : élections législatives à la Dominique.
- 7 décembre : le  référendum d'autodétermination de Bougainville, en Papouasie-Nouvelle-Guinée, se termine au bout de deux semaines.
- 8 décembre : 
  - élections législatives à Saint-Marin ;
  - un incendie dans une usine à New Delhi, en Inde fait 43 morts et 16 blessés.
- 9 décembre :
  - en Nouvelle-Zélande, le volcan White Island entre en éruption, faisant 19 morts ;
  - le formateur pour un gouvernement belge, Paul Magnette, annonce que la formation d'un gouvernement reste, pour l'heure, impossible, après plus d'un an sans gouvernement.
- 10 décembre :
  - Sanna Marin devient la nouvelle Première ministre de Finlande, ce qui fait d'elle la plus jeune chef de gouvernement de l'histoire finlandaise ;
  - 71 militaires nigériens sont tués dans l'attaque d'Inates.
- 11 décembre : l'université de Griffith (Australie) publie les résultats d'une datation à l'uranium-thorium sur une peinture préhistorique représentant une scène de chasse découverte en 2017 dans une grotte sur le site de Leang Bulu Sipong sur l'île de Célèbes (Indonésie), selon laquelle cette peinture serait vieille d'au moins 43 900 ans, ce qui en ferait la plus ancienne œuvre d'art figuratif connue[12],[13].
- 12 décembre :
  - élection présidentielle en Algérie ; le scrutin, boycotté par une large partie de la population, enregistre une abstention et un nombre de votes blancs record. Abdelmadjid Tebboune est élu dès le premier tour avec 58,15 % des suffrages exprimés ;
  - élections générales au Royaume-Uni.
- 15 décembre : élections municipales en Andorre.
- 16 décembre : attaque du bâtiment de l'Assemblée nationale de Corée du Sud.
- 17 décembre :
  - élections municipales au Ghana ;
  - lancement du télescope spatial CHEOPS, dont la mission est d'étudier la formation de planètes extrasolaires ;
  - une fusillade dans une prison au Panama fait 14 morts et 11 blessés.
- 18 décembre : 
  - au Soudan du Sud, après plusieurs mois de tension entre le gouvernement Salva Kiir et l'ex rébellion (opposition) de Riek Machar, les chefs des deux entités s'engagent à former le gouvernement d'union nationale à la fin du mois de février 2020[14] ;
  - la Chambre des représentants des États-Unis vote pour destituer le président Donald Trump pour abus de pouvoir et obstruction au Congrès.
- 19 décembre : 
  - une fusillade près du siège du FSB à Moscou, en Russie fait 2 morts et 5 blessés ;
  - en Libye, le gouvernement d'union nationale active un accord de coopération avec la Turquie, permettant une éventuelle intervention militaire turque dans la deuxième guerre civile libyenne.
- 20 décembre : 
  - fondation de la United States Space Force[15] ;
  - la procureure en chef de la Cour pénale internationale, Fatou Bensouda, annonce qu'elle ouvrira une enquête complète sur les allégations de crimes de guerre dans les territoires palestiniens.
- 20 décembre et 21 décembre : 
  - une fusillade dans une prison au Honduras fait 18 morts et 16 blessés ;
  - au Mali, 33 djihadistes sont morts dans le combat de Wagadou.
- 21 décembre : un accident entre un camion et un bus fait 17 morts et 11 blessés au Guatemala.
- 22 décembre : 
  - élections législatives en Ouzbékistan (1er tour)[16] ;
  - élection présidentielle en Croatie (1er tour).
- 23 décembre : 
  - élections municipales en Azerbaïdjan[17],[18] ;
  - le chef d'état major de l'Armée nationale populaire d'Algérie, Ahmed Gaïd Salah, meurt subitement d'une crise cardiaque. Saïd Chengriha est nommé au poste par intérim ;
  - un accident de bus en Indonésie fait au moins 27 morts et 13 blessés.
- 24 décembre :
  - au Burkina Faso, l'attaque d'Arbinda fait au moins 42 morts ;
  - en Irak, le Conseil des représentants adopte une série de lois électorales pour apaiser les manifestants. Les lois permettront aux électeurs de sélectionner des individus plutôt que d'utiliser des listes de partis, et les candidats représenteront des circonscriptions électorales plutôt que des provinces.
- 25 décembre : en Irak, le bloc d'opposition Fatah Alliance nomme le gouverneur de Bassora Asaad Al Eidani pour succéder à Adil Abdul-Mahdi au poste de Premier ministre irakien. Les manifestants rejettent la nomination, le considérant comme faisant partie de l'establishment.
- 26 décembre : éclipse solaire annulaire visible dans une partie de l’Asie.
  - Le président Turc Recep Tayyip Erdoğan annonce qu'il enverra des troupes en Libye pour aider le gouvernement d'accord national basé à Tripoli, reconnu internationalement, après avoir demandé un soutien. Il prévoit de soumettre sa motion à la Grande Assemblée nationale le 7 janvier 2020, pour approbation.
- 27 décembre : le vol 2100 Bek Air s'écrase sur une maison près d'Almaty (Kazakhstan), provoquant la mort d'au moins douze personnes.
- 28 décembre :
  - Abdelaziz Djerad est nommé Premier ministre d'Algérie ;
  - en Somalie, un attentat à Mogadiscio fait au moins 76 morts ;
  - une attaque terroriste fait 5 blessés à Monsey, aux États-Unis.
- 29 décembre : élection présidentielle en Guinée-Bissau (2e tour), entre les anciens Premiers ministres Domingos Simões Pereira et Umaro Sissoco Embaló[19].
- 30 décembre : au Soudan, un tribunal condamne 27 personnes à mort pour le meurtre d'un enseignant détenu en février lors de manifestations qui ont conduit au renversement de l'ancien président Omar el-Béchir.
- 31 décembre : la commission sanitaire municipale de Wuhan, dans la province de Hubei (Chine) signale un groupe de cas de pneumonies atypiques[20]. Le virus qui cause ces symptômes est inconnu. On montrera qu'il s'agit du SARS-Cov-2, qui causera la pandémie de COVID-19.